# ハーブ・エイブラムソン
ハーブ・エイブラムソン（Herb Abramson、1916年11月16日 - 1999年11月9日）は、アメリカの音楽エグゼクティヴ、音楽プロデューサー、そしてアトランティック・レコードの共同創設者である。

## 略歴
エイブラムソンは1916年にブルックリンのユダヤ人一家に生まれた。歯科医になるために勉強していたが、ナショナル・レコードでアル・グリーンのために働くようになり、クライド・マクファター、ザ・レイヴンズ、ビリー・エクスタイン、ビッグ・ジョー・ターナーをプロデュースした。1946年にジェリー・ブレインと共にジュビリー・レコードを設立。このレーベルは、ジャズ、R&B、ゴスペル音楽を録音することを目的としていた。ブレインはユダヤ人のノベルティ・ソングの録音である程度の成功を収めていたが、このジャンルに対してエイブラムソンは興味がなかったため、ジュビリーへの興味をブレインに売り渡した。エイブラムソンと彼の妻ミリアムは、エイブラムソンの才能を認めたジャズ・ファンのアーメット・アーティガンと親しい友人であった。彼はレーベルの提案でエイブラムソンにアプローチし、1947年にエイブラムソン社長とアーティガン副社長という体制でアトランティック・レコードを設立した。2人はビジネスを離れてクリエイティヴを担当し、ミリアムが経済的な部分を担当した。
1953年にエイブラムソンはドラフトされた。ジェリー・ウェクスラーがパートナーとしてアトランティックに参画したが、エイブラムソンは社長の称号を保持していた。1955年にエイブラムソンが陸軍から戻ってきとき、彼はアトランティックという会社が変わってしまったことに気づいた。アーティガンの兄弟であるネスヒが、1955年にパートナーとしてアトランティックに入社し、ジャズ・アルバムの販売で大きな成功を収めていた。アーティガンとウェクスラーは、ポップスにクロスオーバーしたR&Bのヒット曲を録音していた。ミリアムとの結婚は上手くいかず、離婚で終わりつつあった。エイブラムソンは、後に2番目の妻となる妊娠中のガールフレンドと一緒にドイツから母国へ帰ってきた。
アーメット・アーティガンとエイブラムソンは、1955年にアトランティックの一部門としてアトコ・レコードを設立した。エイブラムソンは自らの手でレーベルを運営した。ザ・コースターズでは成功を収めたが、ボビー・ダーリンではヒットを生み出すことができなかった。彼がレーベルからダーリンを放出すると発表したとき、アーティガンはダーリンと一緒に3曲を録音し、そのうちの2曲「Queen of the Hop」「Splish Splash」がヒット曲となった。エイブラムソンは1958年12月にアトランティック・レコードを去り、会社の株式を元妻のミリアム・ビーンストック（音楽出版社のフレディ・ビーンストックと結婚していた）とネスヒ・アーティガンに売却した。これにより、アーメット・アーティガンが会社の社長になった。エイブラムソンは、トライアンフ、ブレイズ、フェスティバルといった新しいレコード・レーベルの運営を開始した。彼の最も成功したポスト・アトランティックとなるレコーディングは、トミー・タッカーによる「Hi-Heel Sneakers」（チェッカー・レコードからリリース）のプロデュースであり、インディーズ・レーベルとして業界で競うことができた。
エイブラムソンは、トーンアームがどの溝に着地したかによって異なる録音が聞こえるよう、レコードの同心の溝をカットする方法を開発した。そのプロセスは、エイブラムソンが子供向けに販売した一連の「マジック・レコード」で使用された。アトランティックを離れた後、エイブラムソンはマテルに特許を売却し、マテルはこのプロセスを使用してお話し人形「チャッティー・キャシー」を開発した。
エイブラムソンは、1960年代初頭、マンハッタンの西56番通り234番地に、A-1サウンド・スタジオ（アトランティック-1）という独自のレコーディング・スタジオを設立した。エンジニアのジム・リーヴスとともに、彼は以下の面々による作品をプロデュースしている：シドニー・バーンズ、ドン・コヴェイ、ダーリング・シスターズ、ジョン・デヴィッドソン、ルーサー・ディクソン、J・J・ジャクソン、リンダ・アンド・ザ・ヴィスタズ、ミスター・ウィグルズ、ジョニー・ナッシュ、ピッグミート・マルカム、ルビー・アンド・ザ・ロマンティックス、エディ・シングルトン、スプリームス、タイタス・ターナー、タイムズ（Thymes）。彼は、A-1サウンドを76番通りにあるオフ・ブロードウェイのホテル1階へ移転した。スタジオでデモを録音したミュージシャンには、リッチー・コーデル、ハンク・クロフォード、バリー・マニロウ、ベット・ミドラー、ジェームス・ムーディ、パティ・スミス、レス・フラッドキン、マディ・ウォーターズがいる。ザ・ゴッズ（The Godz）は1966年、1967年、1968年に西56番通りスタジオで最初の3枚のアルバムを録音し、1973年に76番通りで4枚目のアルバムを録音した。ザ・ゴッズのジム・マッカーシーは1973年に76番通りスタジオでソロ・アルバム（『Alien』）も録音した。後にヴァンガード・レコーディング・スタジオのジョナサン・セイヤーが、1969年4月にカール・リンドグレンの後任となったロブ・フラボーニと、メンテナンス・エンジニアのマイク・エデルと同様に、エイブラムソンのためにエンジニアを担当した。A-1サウンドは、最後まで一緒に過ごした3番目の妻バーバラによって管理されていた。エイブラムソンはネバダ州ヘンダーソンにて、1999年、83歳の誕生日の1週間前に亡くなった。
1998年、エイブラムソンはリズム・アンド・ブルース財団からパイオニア賞を受賞した。